# Voghchi
Voghchi (in armeno Ողջի?) è un comune di 602 abitanti (2001) della provincia di Shirak in Armenia.